# National Amusements
National Amusements, Inc. es una compañía estadounidense de cine de propiedad privada y también una compañía de medios de comunicación de masas con sede en Dedham, Massachusetts e incorporada en Maryland. Fue la empresa matriz de la primera encarnación de Viacom, CBS Corporation y la segunda encarnación de Viacom que se separó en 2006. Las dos compañías separadas se fusionaron para formar ViacomCBS (hoy conocida como Paramount Global) en 2019.

## Historia
La compañía fue fundada por Michael Redstone en 1936 en el suburbio de Dedham en Boston como Northeast Theatre Corporation, que operaba una cadena de salas de cine en la región. Cincuenta años después, en 1986 el hijo del fundador, Sumner Redstone se unió a la empresa, y esta pasó a llamarse National Amusements. 
Ese año, la compañía adquirió Viacom (Video & Audio Communications), una antigua subsidiaria de la CBS que distribuía programas de televisión a estaciones de todo Estados Unidos. Los dueños propietarios mantuvieron el nombre de Viacom y posteriormente hicieron una serie de grandes adquisiciones a principios de la década de 1990, anunciando planes para fusionarse con Paramount Communications (anteriormente Gulf + Western), matriz de Paramount Pictures en 1993, y adquiriendo la cadena de renta de películas Blockbuster Video en 1994. La adquisición de Paramount Communications en julio de 1994 convirtió a Viacom en una de las compañías de entretenimiento más grandes del mundo.
En marzo de 2005, la compañía anunció planes para dividir Viacom en dos compañías que cotizan en bolsa bajo la propiedad continua de National Amusements debido al estancamiento del precio de las acciones. La rivalidad interna entre Les Moonves y Tom Freston, directores de CBS y MTV Networks respectivamente, y la controversia del espectáculo de medio tiempo del Super Bowl XXXVIII, que resultó en la prohibición de MTV de producir más programas de medio tiempo del Super Bowl, también se consideraron factores. Después de la salida de Mel Karmazin en 2004, Redstone, quien se desempeñó como presidente y director ejecutivo, decidió dividir las oficinas de presidente y director de operaciones entre Moonves y Freston.
La división fue aprobada por la junta de Viacom el 14 de junio de 2005 y entró en vigor el 1 de enero de 2006, revirtiéndose así, la fusión Viacom/CBS hecha en 1999. La Viacom original pasó a llamarse CBS Corporation (restaurando así su nombre anterior a la fusión). Se pretendía incluir aquellos negocios de crecimiento más lento de Viacom, entre ellos la misma CBS, The CW (cadena de televisión lanzada en 2006, resultado de la fusión del canal United Paramount Network y The WB de Time Warner), CBS Radio (vendida en 2017), la editorial Simon & Schuster, CBS Outdoor (actual Outfront Media, anteriormente Viacom Outdoor), Showtime Networks, CBS Television Studios, CBS Television Distribution y CBS Studios International.
Además, CBS Corporation obtuvo Paramount Parks, administradora de parques temático, que luego vendió al operador del parque de atracciones Cedar Fair el 30 de junio de 2006, y el canal de televisión CBS College Sports Network, ahora conocida como CBS Sports Network.
Además, se creó una empresa escindida llamada Viacom, que estaba dirigida por Tom Freston. Comprende las operaciones de entretenimiento en el hogar de MTV Networks, BET Networks y Paramount Pictures. Estos negocios se clasificaron como negocios de alto crecimiento.
A finales de 2008, debido a problemas financieros, los propietarios Sumner Redstone y Shari Redstone vendieron $400 millones en acciones sin derecho a voto en National Amusements. En octubre de 2009, la compañía vendió casi $1000 millones de su interés en las acciones de CBS y Viacom y vendió 35 salas de cine a Rave Motion Pictures. Hoy estas salas son propiedad de Cinemark, AMC, Alamo, o han cerrado. National Amusements ahora opera casi exclusivamente cines en el noreste de los Estados Unidos (con la excepción de una ubicación en Ohio). Al año siguiente, National Amusements planeó vender $390 millones de en pagarés para refinanciar una gran parte de la deuda del banco de la compañía. 
A partir de diciembre de 2016, National Amusements, directamente y a través de sus subsidiarias, posee aproximadamente el 79.8% de las acciones ordinarias Clase A (con derecho a voto) de Viacom Inc., que constituyen el 10% del patrimonio total de la compañía, y posee aproximadamente el 79.5% de la acción común Clase A (con derecho a voto) y el 2.4% de las acciones comunes de Clase B (sin derecho a voto) de CBS Corporation, que constituyen el 9.1% del patrimonio total de la compañía. La compañía también posee una participación no especificada en Entercom, como parte del fideicomiso inverso de Morris que desvió los activos de radio de CBS a esa compañía; Los accionistas de CBS Corporation en general poseen una participación del 72% en Entercom.
La compañía opera más de 1500 pantallas de cine en el noreste de los Estados Unidos, el Reino Unido, América Latina y Rusia bajo sus marcas Showcase Cinemas, Multiplex Cinemas, Cinema de Lux y KinoStar. También opera una discoteca en Foxborough, Massachusetts llamada Showcase Live, que se encuentra al lado de un Showcase Cinema de Lux.
En 2019, se anunció que los conglomerados mediáticos multinacionales controlados por National Amusements (Viacom y CBS Corporation) se fusionarían para formar una nueva compañía llamada ViacomCBS.
El 12 de agosto de 2023, se anunció la muerte de su propietario mayoritario, Sumner Redstone, debido a problemas de salud que se provocaron su deterioro al paso de los años, en su lugar, y ahora como accionista totalitaria, toma el control su hija, Shari Redstone 